# 모리츠 바그너 (농구 선수)
빅토어 모리츠 바그너(독일어: Victor Moritz Wagner, 1997년 4월 26일~)는 독일의 농구 선수로 포지션은 센터와 파워 포워드이다. 현재 미국 전미 농구 협회(NBA)의 올랜도 매직 소속으로 뛰고 있다. 2014년에 독일 프로 농구팀인 알바 베를린에서 프로 선수 경력을 시작했으며 2015년부터 2017-18 시즌까지 미시간 울버린스에서 대학 농구를 하기 위해 미국으로 유학하기 전까지 알바 베를린에서 뛰었다. 바그너는 에이전트를 고용하지 않고 2017년 NBA 드래프트 참가를 신청했으나, 이를 번복하고 미시간으로 돌아왔다. 그는 2018년 NBA 드래프트에서 로스앤젤레스 레이커스에 의해 전체 25번째로 지명되었다.
바그너는 독일 국가대표팀의 일원으로 국제 농구 대회에 참가했다. 그는 2020년 하계 올림픽과 2024년 하계 올림픽에 참가했으며 2023년 FIBA 농구 월드컵에서 독일팀의 우승에 기여했다. 남동생인 프란츠 바그너 또한 농구 선수이며 올랜도 매직과 독일 대표팀의 팀 동료이다.